# Альбер Спаєр
Альбер Спаєр (фр. Albert Spaier; 9 липня 1883 — 5 лютого 1934) — французький філософ, професор філософії в Канському університеті.

## Біографія
Альбер Спаєр народився в Яссах, Румунія. Навчаючись у Сорбонні, він пішов добровольцем воювати на стороні французів на початку Першої світової війни і незабаром після цього став громадянином Франції. У 1927 році він став професором у Кані .
Разом з Корбеном і Койре Спаєр заснував часопис Recherches philosophiques, в якому редагував розділ філософії науки до своєї смерті. Передчасно помер 5 лютого 1934 року .

## Праці
- La pensée et la quantité; нарис про значення та реальність величі, 1927
- La pensée concrète; ессе про інтелектуальний символізм, 1931
- La Nature et les éléments psychiques de l'habitude, 1935